# Josh Weston
Josh Weston, pseudonimo di Chad Jason Hull (Sparks, 20 gennaio 1973 – San Francisco, 16 dicembre 2012), è stato un attore pornografico statunitense.

## Biografia
Originario del Nevada, dopo il diploma al college si trasferisce a San Francisco, dove inizia a lavorare come personal trainer. Viene notato dal regista Chi Chi LaRue mentre si esibisca come spogliarellista presso il Nob Hill Theatre. Nel 2001 firma un contratto in esclusiva per i Falcon Studios, diventando uno dei modelli di punta della casa di produzione.
Negli anni ottiene diversi riconoscimenti del settore, tra cui un GayVN Awards come miglior attore per il film Deep South: The Big and the Easy.
Dopo la fine del suo contratto con la Falcon, durato dal 2001 al 2005, nel 2006 si trasferisce a New York e lavora per la Buckshot Productions dei COLT Studio Group e per la Hot House Productions. Nel 2008, verso la fine della sua carriera, ha partecipato a diversi film bareback per Spunk Video e SX Video. Prima di terminare la sua carriera nel 2009, Weston è stato attivo anche come escort su Rentboy.com.
Weston muore all'età di 39 anni il 16 dicembre 2012 a San Francisco per shock settico ed endocardite batterica, complicazioni legate al suo status HIV positivo.

## Premi
- GayVN Awards 2003 – Miglior attore per Deep South: The Big and the Easy, Part 1 (ex aequo con Caesar per Cowboy)
- GayVN Awards 2003 – Miglior scena a tre (con Jeremy Jordan e Jack Ryan in Deep South: The Big and the Easy, Part 1 e Deep South: The Big and the Easy, Part 2)
- Grabby Awards 2003 – Miglior scena a due (con Matthew Rush in Deep South: The Big and the Easy, Part 2)
- Grabby Awards 2007 – Miglior scena cum in Manly Heat: Scorched

## Videografia parziale
- Deep South: the Big, the Easy
- Fuck Engine
- Bareback Power Bottoms
- Fleet Week
- Bodybuilders Bareback
- Link: The Evolution
- The Muscle Pit
- Obsession of DO
- Communion
- Rush
- Boot Black Blues
- Hard Studies
- Manly Heat: Scorched
- Minute Man 28: Peak Experience
- Hard Studies
- Heaven to Hell
- Super Soaked
- Getting It Straight
- In Bed With
- Kept
- Taking Flight Part 2
- Addiction: Part 1
- Addiction: Part 2
- Big Timber
- Drenched Part 2
- Good as Gold
- Hot Wired 2
- Quarterback Sack
- Alone With - Volume 4
- Branded
- The Dark Side
- Deception - Part 1
- Deception - Part 2
- Deep South Part 1
- Deep South Part 2
- Splash Shots III